# جمشيد شارمهد
جمشيد شارمهد (23 مارس 1955 - 28 أكتوبر 2024) مهندس برمجيات وناشط سياسي ألماني إيراني. انتقل للعيش في الولايات المتحدة عام 2003، استهدفته الحكومة الإيرانية بسبب صلاته بحركة المعارضة توندار، تم اختطفه من قبل عملاء إيرانيون عام 2020 واحتُجز في الحبس الانفرادي في إيران، حوكم عام 2023 في إجراء ادانته منظمة العفو الدولية وألمانيا والولايات المتحدة والمجلس الأوروبي، وانتهت بحكم السلطات الإيرانية بإعدامه. ظل محتجزًا في الحبس الانفرادي حتى موعد إعدامه في 28 أكتوبر 2024.
على أثر ذلك أعلنت وزيرة الخارجية الألمانية استدعاء سفيرها من إيران احتجاجًا على إعدام جمشید شارمهد، كما استدعت القائم بالأعمال الإيراني للتعبير عن احتجاجها الشديد على هذا الإجراء. قوبل خبر خبر إعدامه بتنديد واسع من ألمانيا وغضب الساسة الألمان، ودعوات لرد حازم وتشديد العقوبات على إيران. كما أعلنت وزيرة الخارجية الألمانية أن بلادها قررت إغلاق القنصليات الإيرانية على أراضيها، ردا على إعدام طهران مواطنا ألمانيا من أصل إيراني، تتهمه طهران بقيادة منظمة مناهضة للنظام. في 5 نوفمبر 2024، أعلنت السلطات الإيرانية أن جمشيد توفي قبل تنفيذ حكم الإعدام.

## نشأته
ولد شارمهد في طهران وهاجر في الثمانينات إلى ألمانيا، حيث عمل كمطوّر أنظمة معلوماتية، ثم انتقل للإقامة في الولايات المتحدة منذ عام 2003. عُرف بمداخلاته المعادية للجمهورية الإسلامية عبر الفضائيات الناطقة بالفارسية، كما ساهم في إنشاء موقع إلكتروني لمجموعة معارضة إيرانية في المنفى، والتي تصنفها السلطات الإيرانية كمنظمة "إرهابية".

## تداعيات دبلوماسية
أدى عملية إعدامه إلى تدهور العلاقات بين ألمانيا وإيران. وفي اليوم التالي لإعدامه، استدعت ألمانيا القائم بالأعمال الإيراني لتسجيل احتجاج دبلوماسي رسمي. كما قدم السفير الألماني لدى إيران، ماركوس بوتزل، احتجاجًا إلى السلطات الإيرانية وتم استدعاؤه إلى برلين. كما أمر وزير الخارجية الألماني بإغلاق القنصليات الإيرانية الثلاث في ألمانيا (في فرانكفورت وهامبورغ وميونيخ)، ولم يتبق سوى السفارة الإيرانية في برلين. كجزء من إغلاق القنصليات العامة الإيرانية في ألمانيا، تم تجريد 32 دبلوماسيًا إيرانيًا من تصاريح إقامتهم.
وصف الممثل الأعلى للاتحاد الأوروبي للشؤون الخارجية جوزيب بوريل أمر إعدام جمشيد بالأمر "مروع" وقال إنه "يضر بشكل خطير" بالعلاقات بين الاتحاد الأوروبي وإيران. وأشار بوريل إلى أن الاتحاد الأوروبي قد فرض عقوبات جديدة على إيران قبل وقت قصير من مقتل جمشيد، وسينظر في اتخاذ "تدابير مستهدفة وهامة" إضافية ضد إيران، بما في ذلك إدراج الحرس الثوري الإسلامي التابع لها على قائمة الاتحاد الأوروبي للجماعات الإرهابية.